# Musée de l'USS Hornet
Le musée de l'USS Hornet (anglais : USS Hornet Museum) est un musée ouvert en octobre 1998 à Alameda, dans la baie de San Francisco, en Californie. Il est situé dans le porte-avions USS Hornet, qui est sa principale attraction.
Les visiteurs peuvent visiter notamment le pont du navire, le pont d'envol, le hangar, différents postes de commandement et les quartiers des officiers. Sur le pont d'envol et dans le hangar sont stationnés différents hélicoptères et avions.

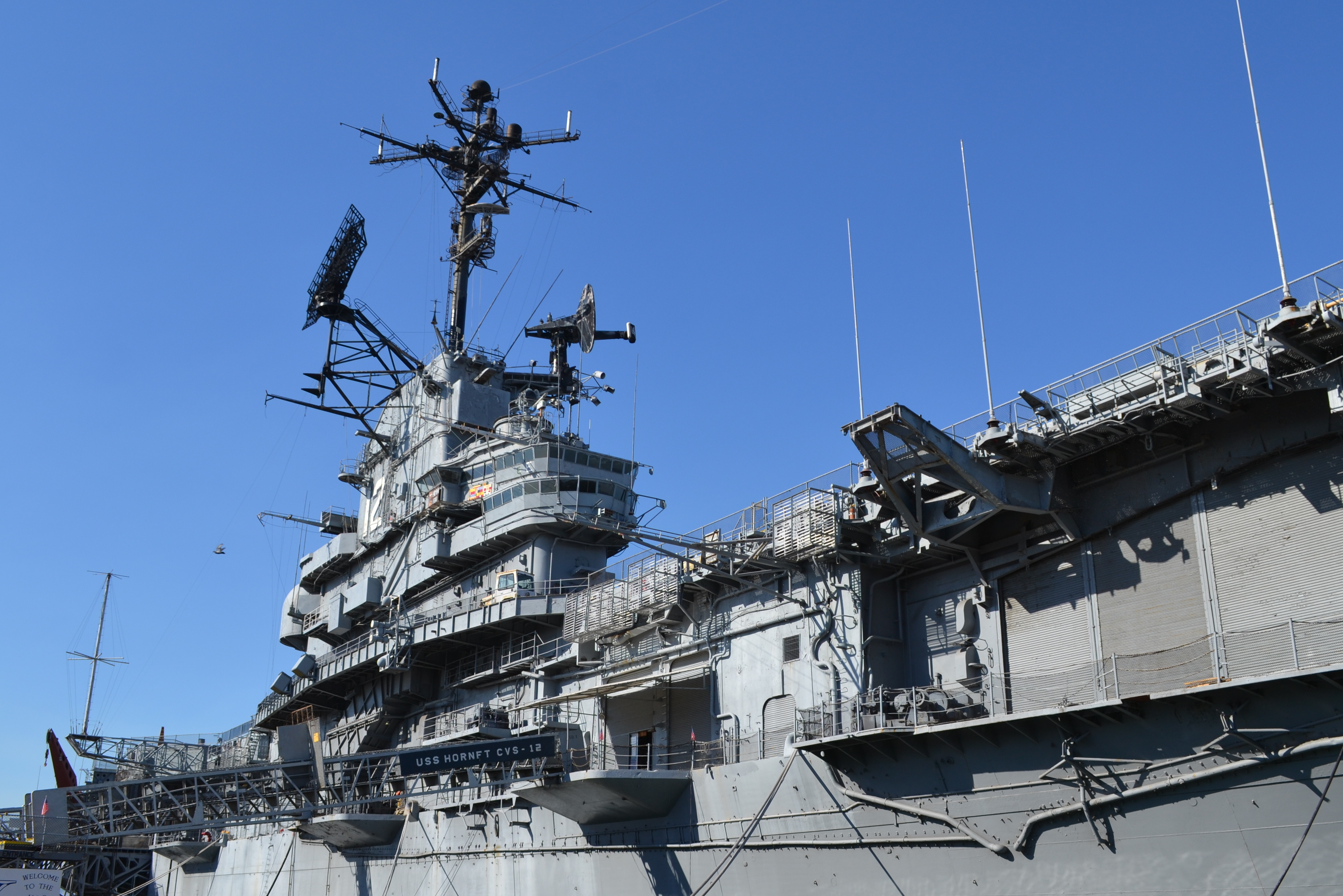
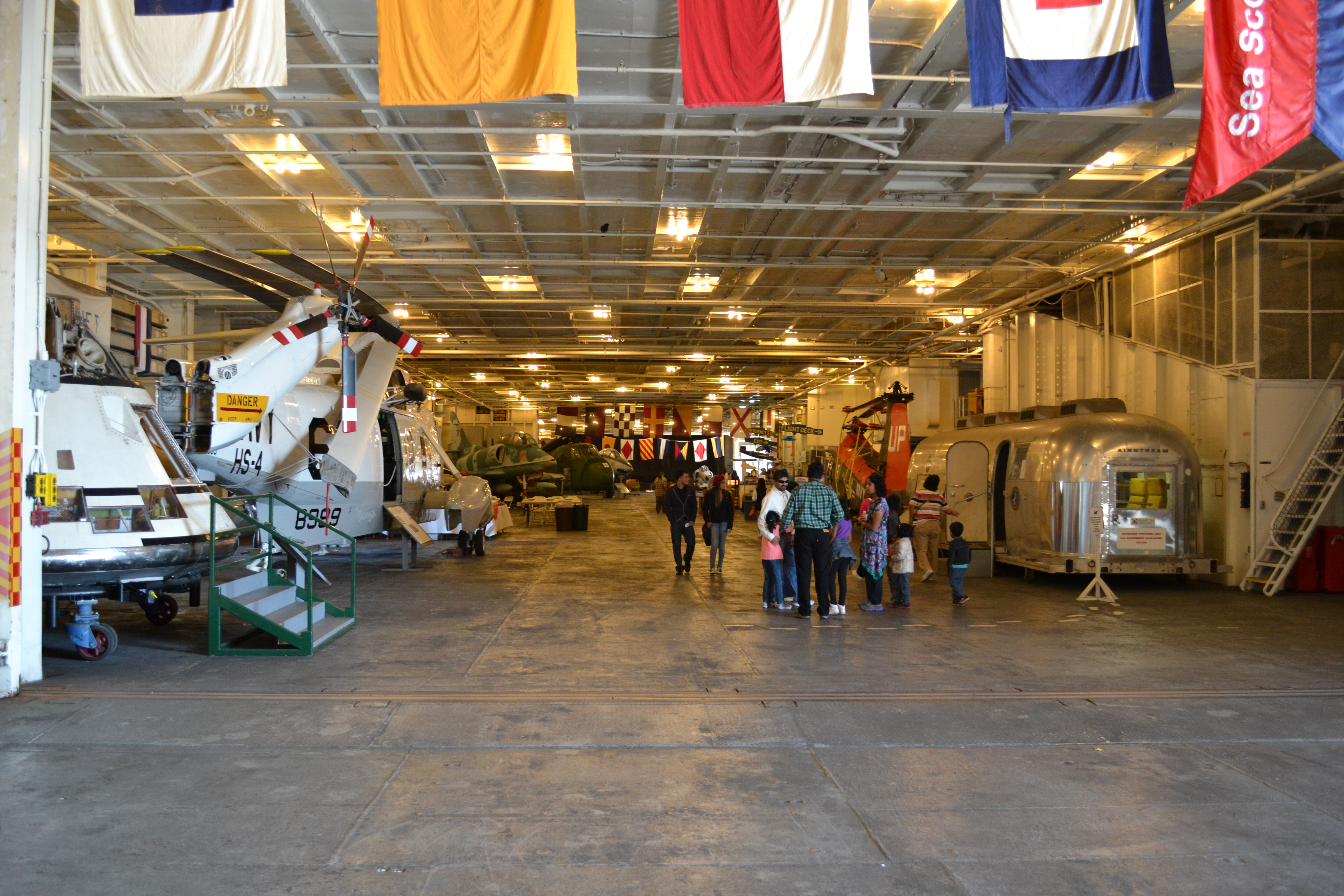
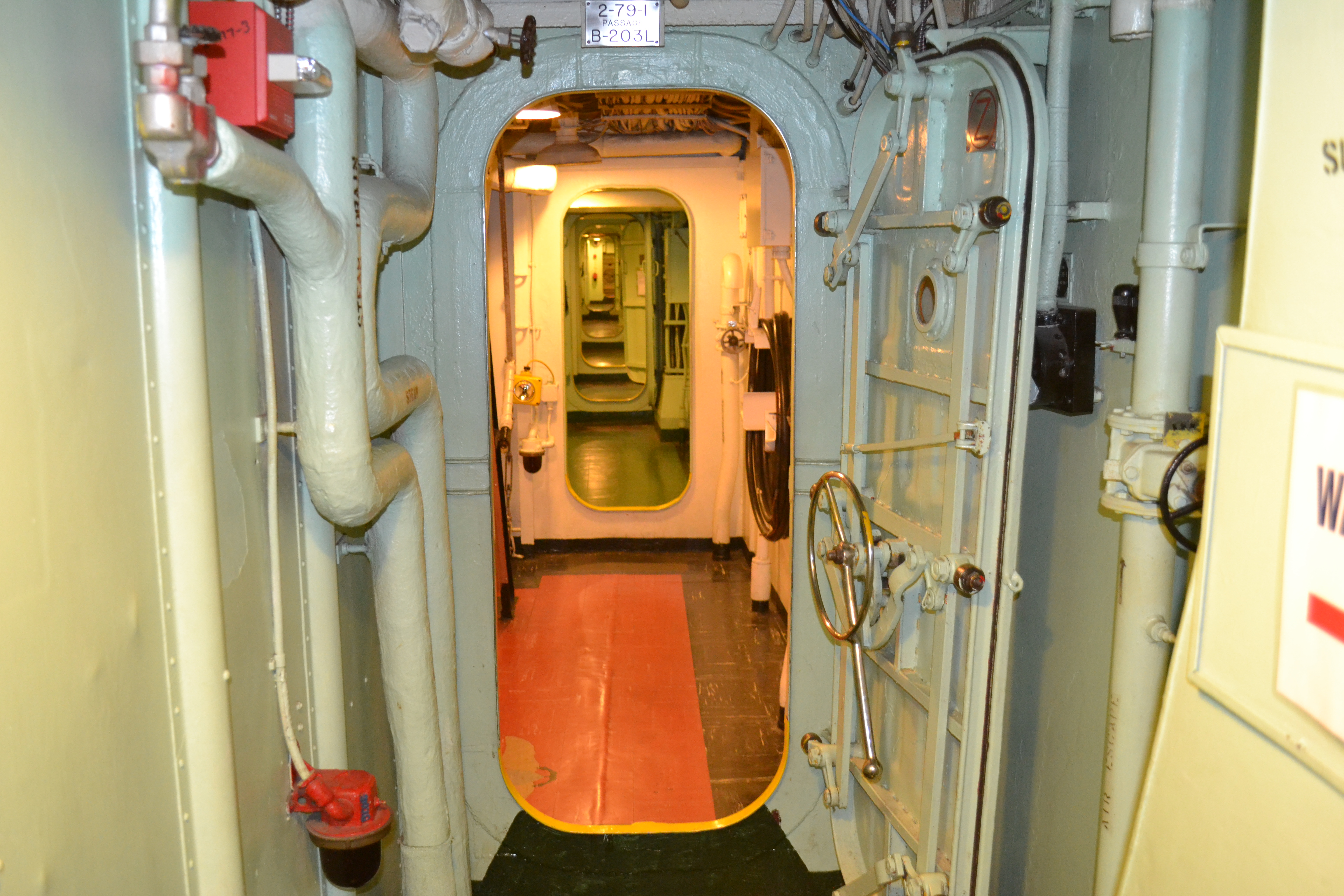
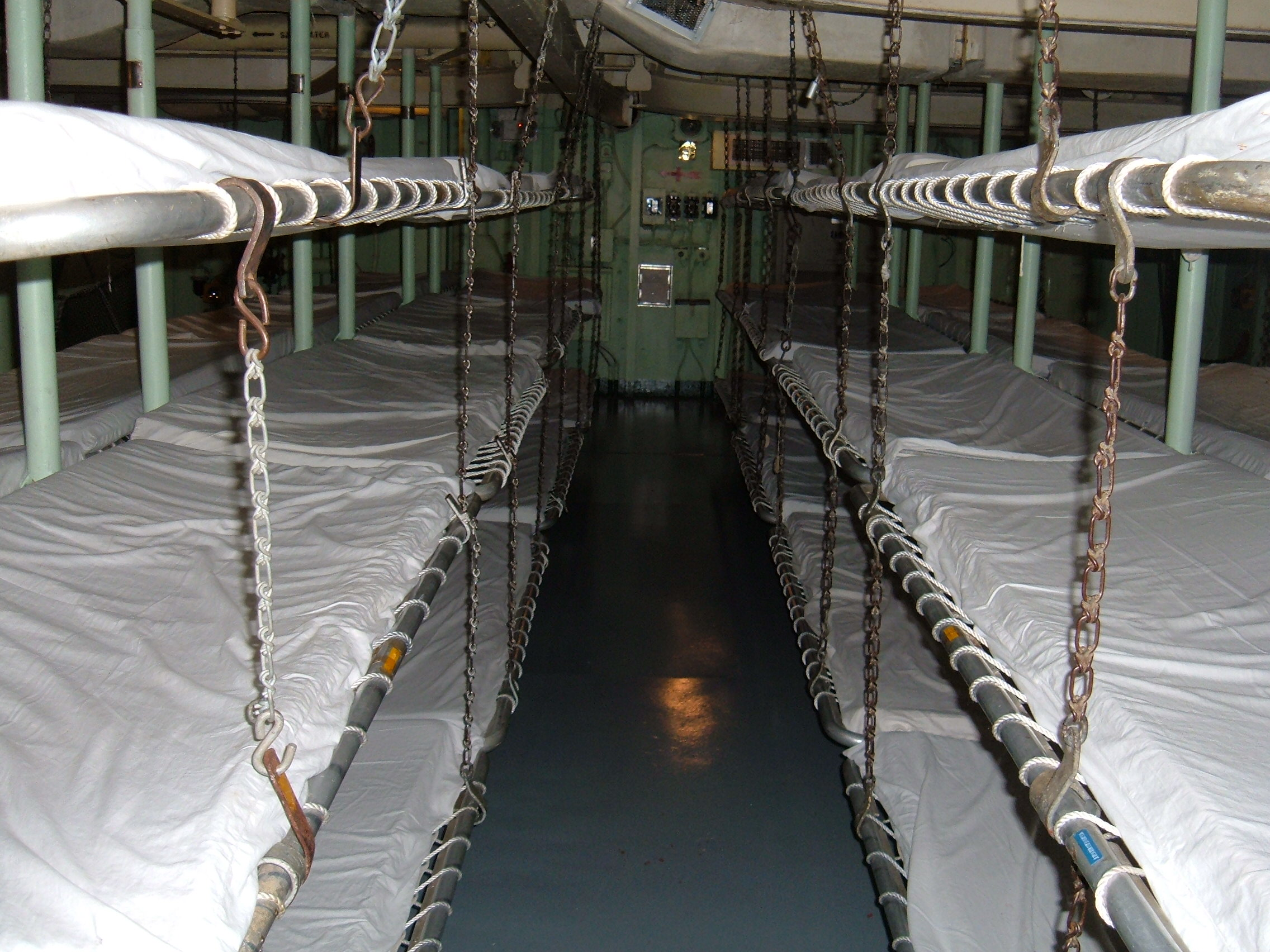